# Nonnenwald (Penzberg)
Nonnenwald ist ein Stadtteil der oberbayerischen Kleinstadt Penzberg im Landkreis Weilheim-Schongau. Der Industrieort liegt circa zwei Kilometer nördlich vom Penzberger Stadtkern im gleichnamigen Wald.

## Geschichte
Das Gebiet des Nonnenwalds gehörte bis 1291 Albert Freiherr von Pruckberg, der es dann dem Münchner Angerkloster verkaufte. Dieses legte im und um das Gebiet einige Fischweiher an, von denen heute nurmehr der Stocksee besteht. Der Ortsname leitet sich wohl von den Nonnen des Angerklosters als Besitzer des Waldes ab. Als Höfe im Nonnenwald („im Wald“) wurden Vordermeir, Fischhaber, Steigenberg, Kirnberg, Wölfl, Reindl, Heinz und Daser bezeichnet. Einen „Nonnenwald-Hof“ gab es nicht.
Ab 1913 wurde an der Stelle des heutigen Stadtteils Nonnenwald mit dem Abteufen eines Schachts zur Förderung von Pechkohle als Teil des Bergwerks Penzberg begonnen. Die Förderung begann 1919, ab 1933 war der Nonnenwaldschacht der letzte betriebene des Penzberger Bergwerks. Aufgrund mangelnder Rentabilität wurde das Bergwerk am 30. September 1966 geschlossen und der Schacht bald darauf verfüllt.
Heute ist der Industrieort Nonnenwald etwa einen halben Quadratkilometer groß. Auf fast dem gesamten Gebiet errichtete die Firma Roche Diagnostics ein Biotechnologiezentrum, das heute mit etwa 6000 Mitarbeitern das größte Europas ist.
In den Ortsverzeichnissen von 1950 und 1973 wurde der Ort jeweils als „Siedlung“ klassifiziert, 1987 dann als „Industrieort“.
| Jahr | Einwohner | Wohngebäude |
| ---- | --------- | ----------- |
| 1950 | 210       | 10          |
| 1966 | 154       |             |
| 1970 | 137       |             |
| 1987 | 12        | 2           |

## Sehenswürdigkeiten
- Bergbau-Denkmal: Modell des ehemaligen Nonnenwald-Förderturms, errichtet 2018[11]